# محمود ناصر عباس
محمود ناصر عباس (بالعبرية: מחמוד עבאס‏) (29 يوليو 1988 بحيفا في إسرائيل - ) هو لاعب كرة قدم إسرائيلي في مركز الوسط. لعب مع اتحاد أبناء سخنين ونادي هبوعيل أم الفحم ونادي هبوعيل تل أبيب وHapoel Bnei Lod F.C. ‏ وهبوعيل عسقلان ‏ ونادي الأخوة عرابة ‏.

## المسيرة المهنيّة
بدأ عبّاس مسيرته المهنيّة العليا في عام 2007 في هبوعيل أمّ الفحم في الدوري "أ"، حيث انتقل بعد ذلك بعام إلى آخاء عرابة. في أوّل موسم له مع الفريق سجّل أربعة أهداف وصعد معها من دوري الدرجة الأولى إلى الدوري الوطني. في موسمه الثاني مع الفريق سجّل عبّاس ثلاثة أهداف في الدوري الوطني.
قبل موسم 2010/2011 وقّع عبّاس مع هبوعيل أشكلون. في 21 أغسطس 2010، لعب مباراته الأولى في الدوري بالدرجة الممتازة ضدّ هبوعيل بيتاح تكفا. وقد سجّل في هذه المباراة هدفه الأوّل وكانت نتيجة المباراة فوز فريقه بنتيجة 3-1، وفي المجموع سجّل سبعة أهداف حتّى نهاية الموسم بزيّ هبوعيل أشكلون.
قبل موسم 2011/2012، وقّع عبّاس مع هبوعيل تل أبيب. سجّل عبّاس هدفَا هذا الموسم بزيّ هبوعيل تل أبيب، الأوّل في خسارة الفريق أمام كريات شمونة في نهائيّ كأس توتو، والثاني ضدّ مكابي يافني ضمن كأس الدولة الّتي فاز بها عبّاس مع الفريق في نهاية الموسم.
في موسم 2012/2013 ، طلب عبّاس الانتقال إلى فريق حيث سيحصل على المزيد من دقائق اللعب. في تمّوز 2012 انتهت مدّة إعارته لأبناء سخنين لموسم واحد. حتّى في سخنين لم يتمكّن عبّاس من شغل مكان دائم في تشكيلة الفريق، وفي نهاية الموسم توصّل إلى اتفاق بشأن تحرير عقده مع هبوعيل تل أبيب.
في 3 أكتوبر 2013 وقّع عبّاس مع فريق هبوعيل أبناء اللدّ من الرابطة الوطنيّة. في موسم 2014/2015 فاز مع الفريق بكأس توتو للدوري الوطنيّ. في 23 يونيو 2016، وقّع عبّاس مع هبوعيل عكا، الّذي انتقل إلى الدوري الوطني الموسم السابق، وفي نهاية موسم 2016/2017 تأهّل معه إلى الدوري بالدرجة الممتازة.
في موسم 2017/2018 عاد اللاعب عبّاس لينضمّ في موسم آخر في هبوعيل أمّ الفحم في الدوري الأوّل. في 10 يونيو 2018 وقّع مع شمشون كفر قاسم الوافد الجديد إلى دوري الدرجة الأولى الجنوبي، لكنّه بعد أربعة أشهر انتقل إلى هبوعيل باقة الغربيّة. في 25 حزيران / يونيو 2019 وقّع عباس مع مكابي طمرة.

## روابط خارجية
- محمود ناصر عباس على موقع قاعدة بيانات كرة القدم.إي يو (الإنجليزية)